# Peter Bland
Peter Gordon Bland (* 12. Mai 1934 in Scarborough, Yorkshire, England) ist ein britisch-neuseeländischer Schauspieler und Dichter, der 1977 mit dem Cholmondeley Award ausgezeichnet wurde und 2011 den vom Premierminister von Neuseeland verliehenen Prime Minister’s Awards for Literary Achievement in der Kategorie Poetry erhielt. Außerdem gewann er 1986 den New Zealand Film and TV Award als bester Hauptdarsteller in dem Film Came a Hot Friday.

## Leben
Peter Gordon Bland wanderte nach dem Schulbesuch 1954 als Zwanzigjähriger nach Neuseeland aus und absolvierte dort ein Studium an der Victoria University of Wellington. Nach Abschluss des Studiums wurde er Mitarbeiter der New Zealand Broadcasting Corporation (NZBC), für die er als Produzent von Radiosendungen tätig war. In den 1950er Jahren begann zudem seine schriftstellerische Laufbahn als Dichter mit dem Beitritt zur Autorengruppe Wellington Group, der neben ihm auch James K. Baxter, Alistair Campbell, Gordon Challis sowie Louis Johnson angehörten. Johnson gab zwischen 1951 und 1964 das Poetry Yearbook heraus und die Gruppe selbst zwischen 1954 und 1960 die Literaturzeitschrift Numbers. 1958 erschien beim Verlag Capricorn Press Title 3 poets: I. Habitual fevers, by Peter Bland. II. The watchers, by John Boyd. III. The sensual anchor, by Victor O’Leary. Nach weiteren Gedichtbänden lebte er 1970 für kurze Zeit wieder in Großbritannien und wurde 1977 mit dem Cholmondeley Award ausgezeichnet.
Neben seiner schriftstellerischen Laufbahn war Bland zwischen 1964 und 1968 Mitgründer und künstlerischer Leiter des Downstage Theatre in Wellington. Darüber hinaus wirkte er seit Ende der 1960er als Schauspieler an vierzig Film- und Fernsehproduktionen mit wie Ricci (1968), Brian Rix Presents… (1970), Don’t Just Lie There, Say Something! (1974) und Came a Hot Friday (1985), für den er 1986 den New Zealand Film and TV Award als bester Hauptdarsteller gewann. Daneben veröffentlichte er noch weitere Gedichtbände und erhielt 2011 den vom Premierminister von Neuseeland verliehenen Prime Minister’s Awards for Literary Achievement in der Kategorie Poetry. Aus seiner 1956 geschlossenen Ehe mit der 2009 verstorbenen Beryl Matilda Connolly gingen drei Kinder hervor.

## Veröffentlichungen
- Title 3 poets: I. Habitual fevers, by Peter Bland. II. The watchers, by John Boyd. III. The sensual anchor, by Victor O’Leary, 1958
- Passing gods, 1970
- Joint effort, 1970
- The man with the carpet-bag. Poems, 1972
- Primitives. Poems, 1979
- Stone tents, 1981
- The Crusoe factor, 1985
- Selected poems, 1987
- Paper boats. Poems, 1991
- Ports of call, 2003
- Let’s meet. Poems, 1985–2000, 2003
- Sorry, I’m a stranger here myself. A memoir, 2004
- Mr Maui’s monologues, 2008
- Remembering England. New and selected poems, 2014

## Filmografie (Auswahl)
- 1968: Das Gesetz des Schweigens, Fernsehserie
- 1970–1971: Brian Rix Presents…, Fernsehserie (3 Folgen)
- 1972: Six with Rix, Fernsehserie (6 Folgen)
- 1974: Don’t Just Lie There, Say Something!
- 1979: The Dawson Watch, Fernsehserie (3 Folgen)
- 1979: Der Aufpasser, Fernsehserie (1 Folge)
- 1981: Dangerous Davies: The Last Detective, Fernsehfilm
- 1981–1983: Kelly Monteith, Fernsehserie (4 Folgen)
- 1984: Vorsicht, Hochspannung!, Fernsehserie (1 Folge)
- 1985: Came a Hot Friday
- 1986: Adventurer, Fernsehserie (9 Folgen)
- 1986: Queen City Rocker
- 1991: Lazarus & Dingwall, Fernsehserie (6 Folgen)
- 1991: Dangerous Orphans
- 1995: Savage Play
- 1999: Die unerwarteten Talente der Mrs. Pollifax, Fernsehfilm
- 2011: Lotus Eaters